# Tony Gatlif
Tony Gatlif, vlastním jménem Michel Boualem Dahmani (* 10. září 1948 Alžír) je francouzský filmový režisér, scenárista a herec.

## Život
Narodil se v Alžírsku, jeho otec byl Kabyl a matka pocházela z rodiny romských přistěhovalců z Andalusie. V roce 1960 utekla rodina před válkou do Francie. Byl negramotný, žil na ulici a pobýval také v polepšovně, pak však začal rozvíjet svůj herecký talent pod vedením Michela Simona a v roce 1972 začal hrát v Théâtre national de Chaillot a v televizním seriálu Les Boussardel. O rok později režíroval svůj první krátkometrážní film.
Zabývá se dokumentární i hranou režií, také produkoval film Marie-France Pisierové Comme un avion. Ve své tvorbě se věnuje lidem žijícím na okraji společnosti a romské kultuře, především hudbě. Spolupracuje mj. s maďarskou zpěvačkou Mitsourou. Natočil videoklip k písni Hindy Zahry „Beautiful Tango“. V letech 1999 a 2001 byly jeho filmy oceněny Césarem za nejlepší hudbu. V roce 2004 získal na Filmovém festivalu v Cannes cenu pro nejlepšího režiséra za film Exil. Byl přizván k mezinárodnímu filmařskému projektu Vize Evropy. Za film Transylvania získal spolu se skladatelkou Delphine Mantouletovou v roce 2006 Prix Georges Delerue. V roce 2011 mu byla udělena Prix Henri-Langlois za humanistickou angažovanost. V roce 2015 se stal rytířem Řádu čestné legie.

## Režijní filmografie
- 1973 Max l’indien
- 1975 La Tête en ruine
- 1979 Terre au ventre
- 1982 Canta Gitano
- 1983 Princové
- 1986 Rue du départ
- 1989 Pleure pas my love
- 1990 Gaspard a Robinson
- 1993 Latcho drom
- 1996 Mondo
- 1997 Gádžo dilo
- 1999 Je suis né d'une cigogne
- 2000 Vengo
- 2002 Swing
- 2004 Exil
- 2006 Transylvania
- 2009 Korkoro
- 2012 Vzpouzejte se
- 2014 Geronimo
- 2017 Djam